# Chris Jacobs
Christopher Charles Jacobs, conegut com a Chris Jacobs, (Linvingston, Estats Units 1964) és un nedador nord-americà, ja retirat, guanyador de tres medalles olímpiques.

## Biografia
Va néixer el 25 de setembre de 1964 a la ciutat de Linvingston, població situada a l'estat de Nova Jersey.

## Carrera esportiva
Especialista en crol, als 23 anys va participar en els Jocs Olímpics d'Estiu de 1988 celebrats a Seül (Corea del Sud), on va aconseguir guanyar la medalla d'or en les proves dels relleus 4x100 metres lliures i relleus 4x100 metres estils, així com la medalla de plata en la prova dels 100 metres lliures, just per darrere del seu company Matt Biondi i per davant del francès Stéphan Caron.
Al llarg de la seva carrera guanyà una medalla d'or en el Campionat de Natació Pan Pacific.